# 4. Badisches Infanterie-Regiment „Prinz Wilhelm“ Nr. 112
Das 4. Badische Infanterie-Regiment Prinz Wilhelm Nr. 112 war ein Infanterieverband der Preußischen Armee.

## Geschichte
Der Verband wurde am 22. Oktober 1852 als 4. Linien-Infanterie-Regiment aus dem 8. und 9. Infanterie-Bataillon der Badischen Armee errichtet. Es formierte sich zu zwei Bataillonen und als Garnison wurde dem Regiment Konstanz zugewiesen. Hier war es im ehemaligen Kloster Petershausen untergebracht.
Am 20. September 1856 ernannte Großherzog Friedrich I. den Markgrafen Wilhelm von Baden zum Inhaber des Regiments, das ab diesem Zeitpunkt die Bezeichnung 4. Infanterie-Regiment „Markgraf Wilhelm“ führte.
Anlässlich des Sardischen Krieges wurden die Badischen Truppen 1859 mobil gemacht und das Regiment erhielt ein Reserve-Bataillon. Bei der Demobilisierung wurde das Reserve-Bataillon wieder aufgelöst und das Regiment in die neue Garnison nach Mannheim verlegt.
Nach dem Tod des Markgrafen Wilhelm ernannte Großherzog Friedrich I. den Prinzen Wilhelm von Baden am 19. November 1859 zum neuen Regimentsinhaber. Aus diesem Grund änderte sich die Bezeichnung in 4. Infanterie-Regiment „Prinz Wilhelm“.
Im Jahre 1864 verlegte das Regiment nach Rastatt. Am 18. Juni 1866 machte die Badische Felddivision anlässlich des Deutschen Krieges mobil und das Regiment gehörte bis zur Demobilisierung am 28. August 1866 zur Besatzung der Festung Rastatt. An Kampfeinsätzen nahm es daher nicht teil.
Infolge der Militärkonvention mit Preußen vom 15. März 1867 fand die Neubildung der Badischen Armee nach Preußischem Muster statt. Daher wurde das Regiment am 26. Oktober 1867 durch die Bildung eines Füsilier-Bataillons auf drei Bataillone erweitert. Nach der Militärkonvention vom 25. November 1870 gab das Großherzogtum seine Militärhoheit an Preußen ab und ging in der Preußischen Armee auf. Zum 1. Juli 1871 erhielt der Verband die Bezeichnung 4. Badisches Infanterie-Regiment „Prinz Wilhelm“ Nr. 112 und bildete gemeinsam mit dem 4. Westfälischen Infanterie-Regiment Nr. 17 die 58. Infanterie-Brigade. Mitte des Monats verlegte das Regiment in das Oberelsaß. Der Regimentsstab und das I. Bataillon bezogen Colmar als Garnison, das II. Bataillon stand in Neubreisach (ab 12. September in Hüningen), das Füsilier-Bataillon in Gebweiler und Sulz. Im Oktober 1877 wurde das Regiment in der neuen Garnison Mülhausen zusammengefasst. Im April 1887 traten erneute Veränderungen ein. Durch die Aufstellung eines IV. Bataillons in Rastatt wurde das Regiment erweitert und das Füsilier-Bataillon erhielt die Bezeichnung III. Bataillon. Zudem verlegt der Regimentsstab mit I. und II. Bataillon nach Colmar, das III. Bataillon nach Schlettstadt. Das Regiment trat zu diesem Zeitpunkt unter das Kommando der 57. Infanterie-Brigade. Zum 1. April 1890 wurde das IV. Bataillon an das neu aufgestellte 7. Badische Infanterie-Regiment Nr. 142 abgegeben und das Regiment nach Mülhausen verlegt. Dort bezog es die Kaiser-Wilhelm-Kaserne. Gemeinsam mit dem 7. Badischen Infanterie-Regiment Nr. 142 bildete es nun die 58. Infanterie-Brigade.
Kurzzeitig bestand von Oktober 1893 bis zur Abgabe am 1. April 1897 an das neuerrichtete 9. Badische Infanterie-Regiment Nr. 170 ein IV. Halbbataillon. Zum 1. Oktober 1913 erhielt das Regiment eine Maschinengewehr-Kompanie.

### Deutsch-Französischer Krieg
Anlässlich des Krieges gegen Frankreich machte das Regiment am 16. Juli 1870 mobil. Es nahm vom 15. August bis zum 28. September 1870 während der Belagerung von Straßburg an den Vorposten- und Ausfallgefechten bei Schiltigheim, Königshofen, Zaberner Tor, Kronenburger Vorstadt und Mutzig teil. Nach der Kapitulation der Stadt trat das Regiment zum neugebildeten XIV. Armee-Korps unter General von Werder über. Es überquerte die Vogesen und rückte in Richtung Troyes und Châtillon-sur-Seine vor. Bei Épinal kam es am 6. Oktober zum Gefecht mit Truppen des Korps unter General Cambriels, dass jedoch in südlicher Richtung abzog. Daraufhin setzte der Verband seinen Vormarsch auf Vesoul und die Aufklärung gegen die Festung Besançon fort. Nach Gefechten bei Auxonne Vormarsch gegen Dole und Dijon sowie am 13. November Zerstörung der Eisenbahnlinie bei Saint-Vit. Vom 14. November bis zum 27. Dezember 1870 befand sich das Regiment dann in und bei Dijon. Von hier aus führte es Streifzüge gegen Francs-tireurs und gegen Truppen unter Garibaldi sowie Crémer durch. Am 18. Dezember 1870 nahm das Regiment am Gefecht bei Nuits teil. Dabei hatte es acht Tote sowie sieben verletzte Offiziere und 68 Mannschaften zu beklagen. Auch der Regimentsinhaber Prinz Wilhelm von Baden wurde als Führer der Grenadierbrigade schwer verwundet.
Ende Dezember 1870 trat das Regiment wegen drohender Entsatzversuche der Festung Belfort durch die Armee des Generals Bourbaki den Rückmarsch auf Vesoul an und war am 9./10. Januar 1871 an den Gefechten bei Villersexel und Vallerois-le-Bois beteiligt, bevor es einen Abschnitt an der Lisaine besetzte. In der folgenden Schlacht gelang es dem Regiment am 17. Januar das Dorf Chenebier zu erstürmen und dabei sieben französische Offiziere und 400 Mann gefangen zunehmen. Außerdem konnten eine Menge Ausrüstung und Wagen erbeutet werden. Ein weiterer Vormarsch auf Châlonvillars scheiterte aufgrund der sich verteidigenden Franzosen und der eigenen Verluste. Vier Offiziere und 37 Mann waren tot, weitere 7 Offiziere und 163 Mannschaften verwundet. Daraufhin räumte das Regiment Chenebier wieder und konnte in der Folge die Gegenangriffe der Franzosen abwehren.
Bei der Südarmee unter General von Manteuffel trat das Regiment am 27. Januar 1871 den erneuten Vormarsch auf Dijon an. Nach dem Abzug von Garibaldis Truppen und kurzer Besatzungsdauer kehrte das Regiment, das während des Krieges insgesamt 19 Offiziere und 404 Mann an Toten zu beklagen hatte, in die Heimat zurück.
In Anerkennung verlieh der Großherzog den drei Fahnen des Regiments am 1. April 1871 die Silberne Karl-Friedrich-Militär-Verdienstmedaille. Kaiser Wilhelm I. würdigte den Einsatz des Regiments am 22. August 1872 durch die Verleihung des Eisernen Kreuzes für die drei Fahnenspitzen.

### Erster Weltkrieg
Mit Ausbruch des Ersten Weltkriegs machte das Regiment in einer Stärke von 66 Offizieren, 3159 Mannschaften und 183 Pferden im Verbund der 29. Infanterie-Division mobil. Zunächst mit Aufklärungs- und Sicherungsaufgaben betraut, nahm das Regiment am 9. August 1914 an der Schlacht bei Mülhausen sowie am 20./22. August an der Schlacht in Lothringen teil. Nach Kämpfen vor Toul verlegte das Regiment nach Nordfrankreich und kam im Oktober 1914 in den Schlachten bei Arras und Lille zum Einsatz. Bei Violaines konnten am 22. Oktober 1914 nach einem Angriff ohne Artillerieunterstützung rund 200 Gefangene von drei verschiedenen feindlichen Verbänden gemacht und ein MG erbeutet werden. Ende des Monats ging das Regiment in den Stellungskrieg über. Nach Kämpfen auf den Lorettohöhen und einer Ruhephase verlegte das Regiment Mitte Juni 1915 in die Champagne, beteiligte sich dort an der Herbstschlacht sowie im Anschluss am Stellungskrieg in der Ost-Champagne. Im Juli 1916 schied das Regiment kurzzeitig aus dem Verbund der 29. Infanterie-Division und wurde der Division „Fortmüller“ bzw. der 28. Reserve-Division unterstellt. Mitte August 1916 kam es wieder zur 29. Infanterie-Division und im September wurde aus der bestehenden MG-Kompanie für jedes Bataillon eine MG-Kompanie mit jeweils sechs Maschinengewehren gebildet. Gemäß Weisung des Kriegsministeriums wurde im gleichen Monat noch ein IV. Bataillon mit MG-Kompanie aufgestellt, dass jedoch nur bis Ende Januar 1917 bestand. Im März 1917 besetzte das Regiment einen Abschnitt der Siegfriedstellung zwischen Riqueval-Ferme und Bellenglise. Ende März/Anfang April kehrte das Regiment in die Champagne zurück und kam in der Schlacht an der Aisne zum Einsatz. Dabei fielen alleine am 17. April rund 41 Mann. Am 1. Mai aus der Front gezogen, kam das Regiment zur Erholung in den ruhigeren Abschnitt bei Butte de Tahure. Am 8. Juli 1917 erhielt es den Befehl, hinter den rechten Flügel der 5. Armee vor Verdun zu marschieren und als Reserve zur Verfügung zu stehen. In den kommenden Monaten lag es in Stellungskämpfen vor der französischen Festung. Anfang April 1918 folgten Ruhe- und Ausbildungszeit in der Umgebung von Arlon. Ende des Monats kam das Regiment in die Gegend von Ypern, hatte verlustreiche Kämpfe um den strategisch wichtigen Kemmelberg zu bestehen und verlor dabei bis Mitte Mai rund 19 Offiziere sowie 939 Unteroffiziere und Mannschaften. Vom 19. Mai bis zum 14. Juni 1918 befand der Verband sich in Ruhezeit bei Oostrozebeke, lag dann von Langemark und nahm an der Abwehrschlacht an der Vesle teil. Daran schlossen sich im September Kämpfe bei Pinon sowie im Oktober die Abwehrschlacht zwischen Cambrai und Saint-Quentin an. Nach weiteren Kämpfen vor und in der Hermannstellung und den Rückzugskämpfen vor der Antwerpen-Maas-Stellung erhielt das Regiment am 11. November 1918 die Meldung vom Waffenstillstand.
Insgesamt hatte das Regiment 92 Offiziere, 281 Unteroffiziere und 2663 Mannschaften an Toten zu beklagen.

### Verbleib
Nach dem Kriegsende räumte das Regiment gemäß den Waffenstillstandsbedingungen das besetzte Gebiet und marschierte mit seinen Resten in die Heimat zurück. Am 22. November 1918 wurde die belgisch-deutsche Grenze überschritten. Während des Zwischenaufenthalt im Ober- bzw. Nieder-Waroldern vom 13. Dezember 1918 bis zum 3. Januar 1919 wurde ein Teil der Regimentsangehörigen entlassen. Anschließend wurde das Regiment in Warburg verladen und traf am 7. Januar 1919 nach einer längeren Bahnfahrt in Donaueschingen ein. Dort wurde es nach einem feierlichen Einzug in die Stadt durch den Bürgermeister begrüßt. Nach der Demobilisierung wurde das Regiment schließlich am 31. März 1919 aufgelöst.
Die Tradition des Infanterie-Regiments Nr. 112 übernahm in der Reichswehr durch Erlass des Chefs der Heeresleitung General der Infanterie Hans von Seeckt vom 24. August 1921 die in Tübingen stationierte 6. Kompanie des 14. (Badisches) Infanterie-Regiments. In der Wehrmacht führte das I. und II. Bataillon des Infanterieregiments 75 in Villingen die Tradition fort.

## Kommandeure

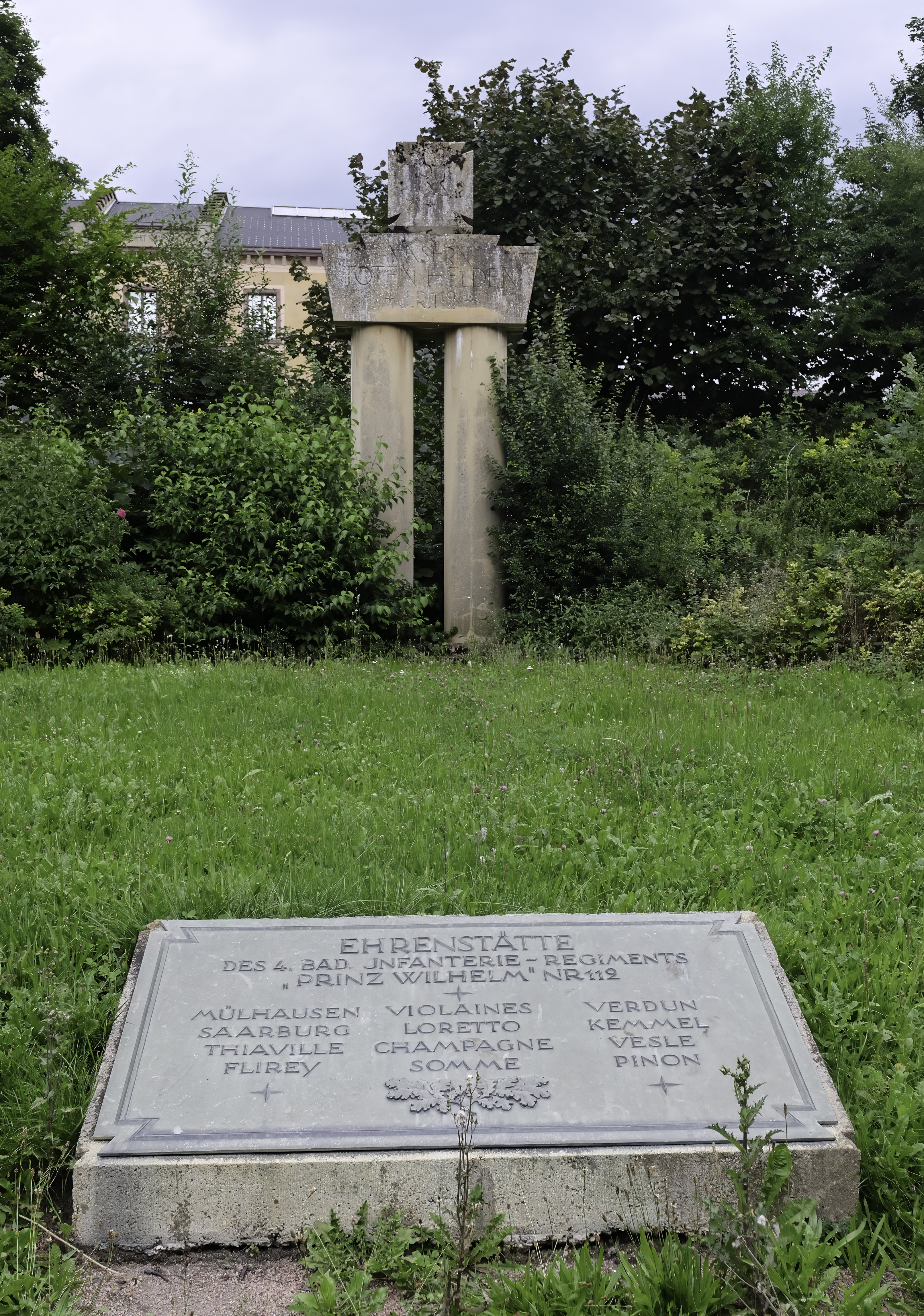
Ehrenmal des Regiments in Donaueschingen

| Dienstgrad            | Name                              | Datum                                                          |
| --------------------- | --------------------------------- | -------------------------------------------------------------- |
| Oberstleutnant/Oberst | Philipp Joseph Louis              | 22. Oktober 1852 bis 10. Januar 1859                           |
| Oberst                | Ludwig Waag                       | 15. Januar bis 16. Mai 1859                                    |
| Oberstleutnant/Oberst | Heinrich Ludwig Delorme           | 17. Mai 1859 bis                                               |
| Oberstleutnant/Oberst | Stefan Bayer                      | 20. Juni 1866 bis                                              |
| Oberstleutnant        | Eduard von Nitsche                | 15. Juli bis 18. Oktober 1871 (zur Führung kommandiert)        |
| Oberstleutnant        | Eduard von Nitsche                | 19. Oktober bis 3. November 1871 (mit der Führung beauftragt)  |
| Oberstleutnant/Oberst | Eduard von Nitsche                | 04. November 1871 bis 21. März 1877                            |
| Oberst                | Franz Krüger                      | 22. März 1877 bis 2. August 1883                               |
| Oberst                | Waldemar von Münenberg            | 11. August 1883 bis 2. August 1888                             |
| Oberstleutnant        | Ludwig Bene                       | 03. August 1888 (mit der Führung beauftragt)                   |
| Oberst                | Ludwig Bene                       | 04. August 1888 bis 15. Mai 1891                               |
| Oberst                | Adalbert Buchfinck                | 16. Mai 1891 bis 26. Januar 1895                               |
| Oberst                | Karl Koeppel                      | 27. Januar 1895 bis 17. Oktober 1897                           |
| Oberst                | Max Crotogino                     | 18. Oktober 1897 bis 21. Mai 1900                              |
| Oberst                | Kurt von Uechtritz und Steinkirch | 22. Mai 1900 bis 17. Juli 1903                                 |
| Oberst                | Berthold Deimling                 | 18. Juli 1903 bis 20. Mai 1904                                 |
| Oberst                | Louis Goetz                       | 21. Mai 1904 bis 12. September 1906                            |
| Oberst                | Max Hofmann                       | 13. September 1906 bis 9. September 1910                       |
| Oberst                | August Caesar                     | 10. September 1910 bis 17. August 1911                         |
| Oberstleutnant        | Kurt von Olszewski                | 18. August bis 12. September 1911 (mit der Führung beauftragt) |
| Oberst                | Kurt von Olszewski                | 13. September 1911 bis 2. August 1914                          |
| Oberstleutnant        | Konrad Neubauer                   | 03. August bis 21. Dezember 1914                               |
| Major                 | Ernst von Forstner                | 22. Dezember 1914 bis 24. Januar 1915                          |
| Oberst                | Konrad Neubauer                   | 25. Januar bis 23. Mai 1915                                    |
| Oberst                | August Jonas                      | 24. Mai 1915 bis 9. Januar 1917                                |
| Major                 | Ernst Lauteschläger               | 10. Januar 1917 bis November 1918                              |
| Oberstleutnant        | Rudolf Seiler                     | November 1918 bis 31. März 1919                                |

## Gedenken
Zum Gedenken an die 3036 während des Ersten Weltkrieges Gefallenen wurde in Donaueschingen ein Ehrenmal errichtet, dass sich gegenüber dem Schloss befindet.